# 塩田潮
塩田 潮（しおた うしお、1946年7月14日 - ）は、日本の評論家、ノンフィクション作家。
本名・満彦。高知県吾川郡いの町生まれ。土佐中学校・高等学校、慶應義塾大学法学部政治学科卒（中村菊男ゼミ）。1970年に日本能率協会に入り、「月刊マネジメント」編集部に勤務する。民社党法務政策委員長たる衆院議員岡澤完治秘書、「文藝春秋」記者などを経てノンフィクション作家。1983年『霞が関が震えた日』で講談社ノンフィクション賞受賞。主として現代政治について執筆。

## 著書
- 霞が関が震えた日 通貨戦争の12日間 サイマル出版会 1983.1 のち講談社文庫
- 百兆円の背信 ドキュメント財政破綻 講談社 1985.1 のち文庫
- 東京は燃えたか 黄金の'60年代、そして東京オリンピック PHP研究所 1985.2 のち講談社文庫、改訂版・朝日文庫
- 大いなる影法師 代議士秘書の野望と挫折 文藝春秋 1985.6 のち文庫
- 首領は何を見たか 講談社 1986.3
- 誰が闇将軍を倒したか 文藝春秋 1986.4
- 実録竹下登 講談社 1987.12
- 獅子奮迅 萩原吉太郎とその時代 ビッグ・エー 1988.1
- 一〇〇〇日の譲歩 円はドルに勝ったのか 新潮社 1988.12 「大蔵省vs.アメリカ」講談社文庫
- 巨悪人脈 中曽根「政治」解剖 悠飛社 1989.7
- 自民党株式会社社長戦争 21世紀日本が見えてくる 徳間ブックス 1991.1
- 官邸決断せず 日米「安保」戦争の内幕 日本経済新聞社 1991.6
- 昭和の教祖安岡正篤 文藝春秋 1991.7 のち文庫、「「昭和の教祖」安岡正篤の真実」ワック文庫
- 最後の御奉公 宰相幣原喜重郎 文藝春秋 1992.4 「日本国憲法をつくった男」文庫、朝日文庫
- 金利を動かす男たち 日本経済と日銀総裁（編著）かんき出版 1992.12
- 大蔵省の不覚 迷走の行政指導 日本経済新聞社 1993.6
- 政権盗り 永田町を変えた1477日 世界文化社 1993.11
- 江田三郎 早すぎた改革者 文藝春秋 1994.4 (書下しノンフィクション 人間発掘)
- 昭和をつくった明治人 文藝春秋 1995.4
- 大蔵事務次官の闘い 斎藤時代・迷走の701日 東洋経済新報社 1995.9
- 一竜の歯軋り 連立政権・一〇〇〇日の攻防 ハローケイエンターテインメント 1996.5
- 岸信介 講談社 1996.8 「「昭和の怪物」岸信介の真実」ワック文庫 2006
- 金融崩壊 昭和経済恐慌からのメッセージ 日本経済新聞社 1998.2 「バブル興亡史」日経ビジネス人文庫
- 金融蟻地獄 ドキュメント・日米銀行戦争 日本経済新聞社 1999.10
- 欲望と嫉妬の海 日本政治・8人の権力闘争 学陽書房 2000.6
- 誰がための官僚 「霞が関の逆襲」は始まるか 日本経済新聞社 2001.4
- 大国日本の幻 バブルの興亡とその教訓 講談社 2002.3
- 郵政最終戦争 小泉改革と財政投融資 東洋経済新報社 2002.8 のち講談社文庫
- 田中角栄失脚 文春新書 2002.12　のち朝日文庫
- 出処進退の研究 政治家の本質は"退き際"に表れる PHP研究所 2005.7
- 対論・自治改革 地域主権への挑戦と実験 國松善次 時事通信出版局 2005.10
- 安倍晋三の力量 平凡社新書 2006.12
- 首長 知事・市区町長は日本を変えたか 講談社 2007.1
- 昭和30年代 「奇跡」と呼ばれた時代の開拓者たち 平凡社新書 2007.7
- 危機の政権 コイズミクラシーとヘイゾノミクス 東洋経済新報社 2007.10
- 民主党の研究 平凡社新書 2007.12、のち新版
- 戦後政治の謎 自民分裂を予感させる「30の真実」 講談社+α新書 2008.9
- 憲法政戦 日本経済新聞出版社 2009.12
- 熱い夜明け でもくらしい事始め 講談社 2010.10
- 民主党政権の真実 毎日新聞社 2010.11
- まるわかり政治語事典 目からうろこの精選600語 平凡社新書 2011.6
- 辞める首相 辞めない首相 日本経済新聞出版社・日経プレミアシリーズ 2011.9
- 国家の危機と首相の決断　角川ssc新書 2012.7
- 権力の握り方　野望と暗闘の戦後政治史 平凡社新書 2013.12
- 復活!自民党の謎　なぜ「1強」政治が生まれたのか 朝日新書 2014.2
- 内閣総理大臣の日本経済 日本経済新聞出版社 2015.4
- 安倍晋三の憲法戦争 プレジデント社 2016.10
- 密談の戦後史 角川選書 2018.3
- 内閣総理大臣の沖縄問題 平凡社新書 2019.1

## 参考
- 文藝年鑑2007
- http://bookweb.kinokuniya.co.jp/htm/4532261368.html